# Football Kenya Limited
La Football Kenya Limited (FKL) fue el organismo rector del fútbol en Kenia. Fue fundada en 2006 y desde 2008 fue miembro de la FIFA y de la CAF, hasta que fue disuelta en 2011. Organizaba el campeonato de Liga y de Copa, así como los partidos de la selección nacional en sus distintas categorías.
La FKL fue formada en 2008 por un grupo de directivos de fútbol para competir con la Federación de Fútbol de Kenia, y fue inmediatamente reconocida por la FIFA como el organismo rector del fútbol keniano. Esto llevó a la KFF a demandar a la FIFA por no reconocer y ampliar su apoyo a una sociedad de responsabilidad limitada. El 27 de abril de 2010, el Tribunal de Arbitraje Deportivo rechazó la apelación de la KFF y pidió a la FIFA que continuase reconociendo a la FKL como órgano rector del fútbol keniano.
En noviembre de 2011, la FKL fue disuelta, ya que quería dejar de ser una sociedad anónima. La Federación de Fútbol de Kenia (FKF) sustituyó a la FKL, pero la mayoría de los nuevos puestos ejecutivos fueron retenidos por sus antiguos ocupantes en la FKL.